# Platyplectrum
Platyplectrum é um gênero de anfíbios da família Limnodynastidae.
As seguintes espécies são reconhecidas:
- Platyplectrum ornatum (Gray, 1842)
- Platyplectrum spenceri (Parker, 1940)